# الجامعة الكاثوليكية الأسترالية
الجامعة الكاثوليكية الأسترالية هي جامعة كاثوليكية في أستراليا تأسست عام 1991م.

## إحصائيات
يبلغ عدد طلاب الجامعة 32 الف طالب.

## وصلات خارجية
- الموقع الرسمي